# Torre de la Vela Blanca
La Torre de la Vela Blanca és una alimara situada al promontori costaner de la Vela Blanca, un dom d'origen volcànic a la localitat de Níjar, província d'Almeria, dins del Parc natural del Cap de Gata-Níjar. És Bé d'Interès Cultural des de 1993.

## Història

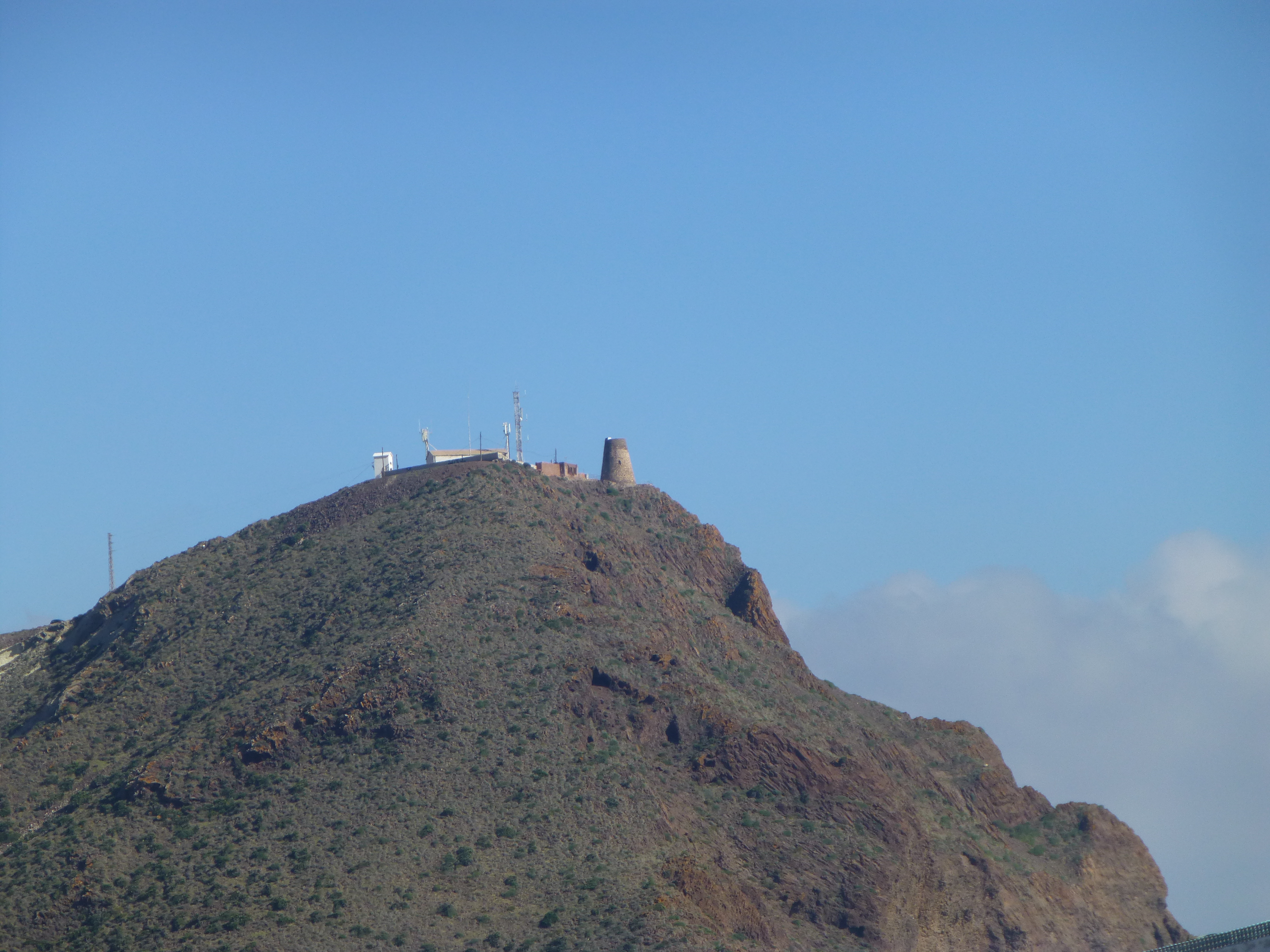
La torre de la Vela Blanca vista des de l'escull de les Sirenes.

Es desconeix el moment concret de la seva construcció tot i que sembla que en el seu lloc va existir una alimara construïda per àrabs iemenites de la zona almenys des del segle XII, tot i que l'edifici original degué ser destruït el segle XV. En 1544 Diego Dolio va proposar la construcció d'una nova torre en el mateix emplaçament i malgrat que l'obra es va dur a terme, va ser destruïda per pirates barbarescos poc temps després. El 1593 va ser reparada o refeta sota la direcció d'obra del paleta granadí Juan de Rus per 237 000 maravedisos tot i que el 1739 apareix ja arruïnada. L'any 1764 Francisco Pepín González es va oferir per a, a canvi d'un ascens de grau militar per al seu fill, reparar aquesta torre. L'obra que es va dur a terme la va habilitar com a torre de senyals, no formant part de la xarxa de torres artillades que es van aixecar a la resta de la costa. L'any 1850 va passar a la propietat del Cos de Carabiners, posteriorment va ser utilitzada com a torre elèctrica, en la dècada de 1960 va ser venuda a un particular i encara avui té ús residencial.

## Descripció
La construcció que s'observa en l'actualitat està feta en maçoneria amb alguns reforços de maó. Té forma troncocònica amb planta circular i és massissa en la seva meitat inferior amb un terrat en la seva part superior. Posseeix una única estança en el terç superior a la que s'hi accedeix per una petita porta de llinda situada a bastanta alçada. A l'estança interior, a part de l'entrada, s'obren petites finestres estretes similars a espitlleres.